# Bailya
Bailya là một chi ốc biển, là động vật thân mềm chân bụng sống ở biển trong họ Buccinidae.

## Hình ảnh

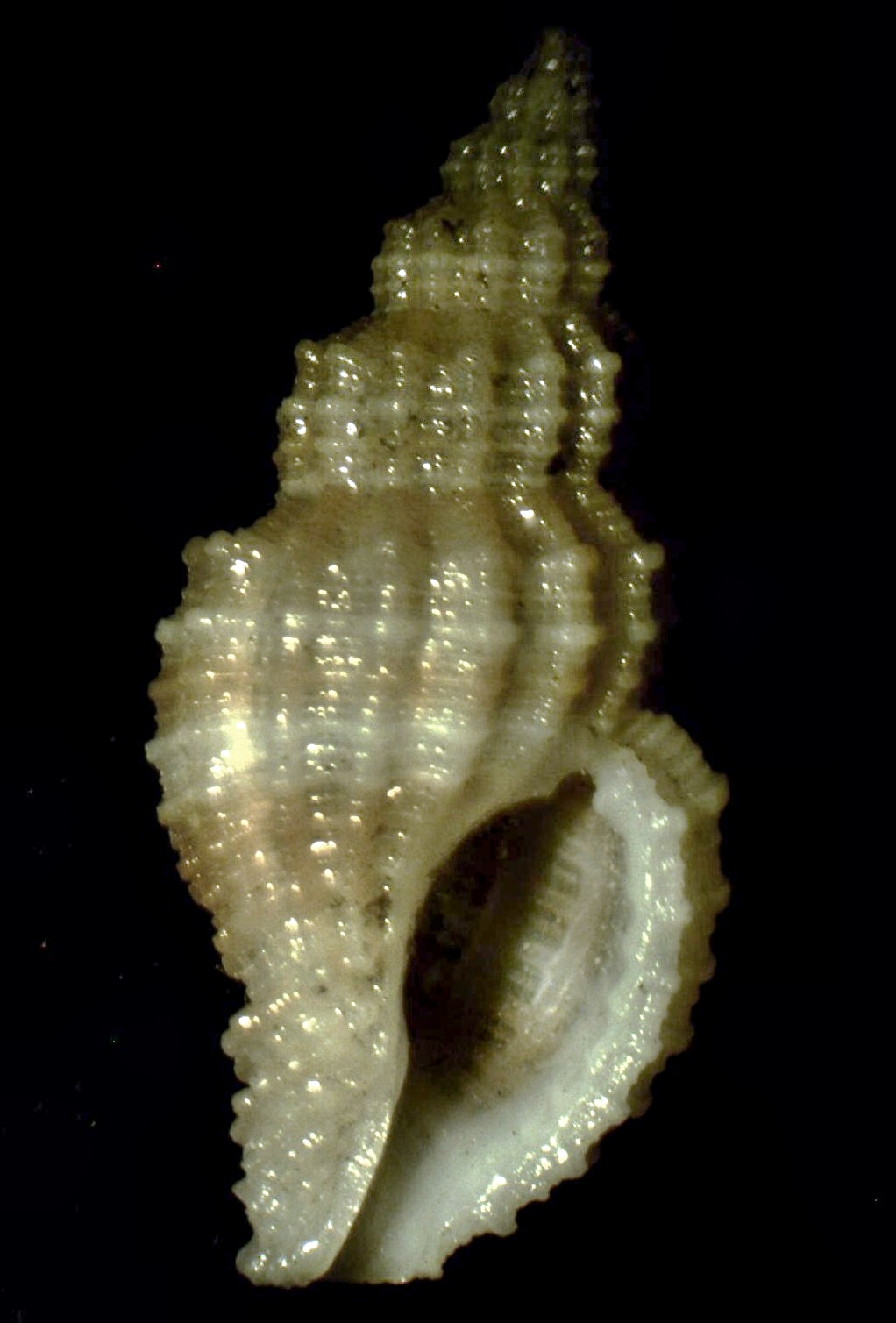

## Các loài
Các loài thuộc chi Bailya bao gồm:
- Bailya intricata (Dall, 1884)[2]
- Bailya morgani Watters, 2009[3]
- Bailya parva (C. B. Adams, 1850)[4]
- Bailya sanctorum Watters, 2009[5]
- Bailya weberi (Watters, 1983)[6]